# Programme San Marco

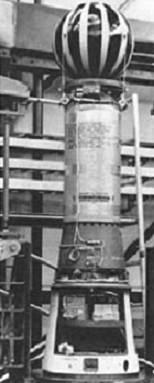
San Marco 1 monté au sommet du lanceur Scout à Wallops Island.

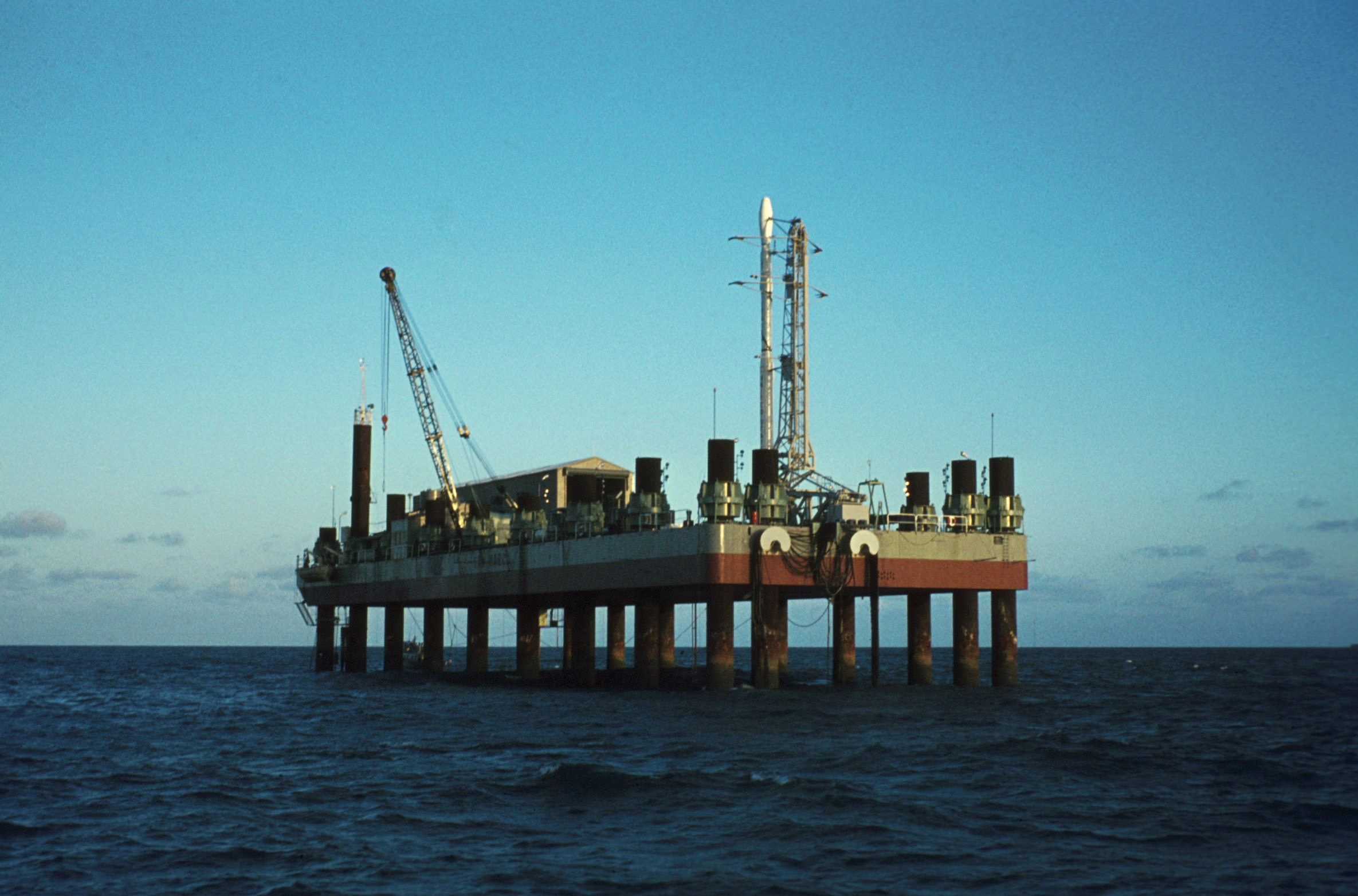
La plateforme San Marco.

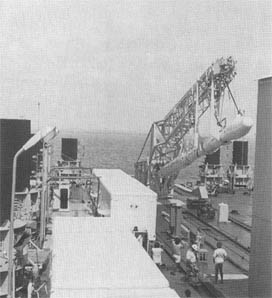
Fusée Scout en cours de mise en position sur la plateforme San Marco.

Le Programme San Marco est le programme spatial scientifique italien qui s'est déroulé entre le début des années 1960 et la fin des années 1980. Mis sur pied à l'initiative de Luigi Broglio, "père" du programme spatial italien, en coopération avec la NASA, c'est le premier programme spatial de ce pays : il a permis le lancement du premier satellite italien San Marco 1 le 15 décembre 1964 et la création de la plate-forme San Marco au large du Kenya utilisée pour tirer des  lanceurs légers américains Scout. Cinq petits satellites scientifiques chargés d'étudier l'ionosphère seront lancés dans le cadre de ce programme au rythme très lent imposé par la faiblesse du budget spatial italien de l'époque.

## Historique

### La mise sur pied du programme San Marco (1961-1962)
Au sein de l’Université de Rome, l'ingénieur aérospatial Luigi Broglio propose que son pays développe des satellites scientifiques qui seraient mis en orbite par des fusées d'origine américaine depuis un site de lancement offshore créé par l'Italie.  Le 31 aout 1961 le gouvernement italien de Amintore Fanfani donne son accord au Programme San Marco d'une durée de 3 ans dont l'objectif est le lancement d'un satellite d'environ 100 kg. La base de lancement doit être installée au large des côtes de la Somalie (colonie italienne jusqu'en 1960) à faible distance de l'équateur. Le choix d'une latitude proche de l'équateur est motivé par le contexte scientifique : une orbite équatoriale semblait à l'époque préférable pour mesurer les interactions entre la haute atmosphère et l'activité du Soleil et effectuer des mesures fréquentes d'une région de l'espace donnée grâce à la faible inclinaison de l'orbite. Un protocole d’accord est signé le 31 mai 1962 avec la NASA pour la fourniture de lanceurs légers Scout et la formation de techniciens italiens à la construction de satellites, à l'assemblage du lanceur et aux opérations de lancement. Les satellites sont réalisés par le Centre de recherche aérospatial (CRA) de l'Université de Rome.  

### La création de la base de lancement San Marco (1963-1967)
Le programme San Marco se déroule en trois phases. Durant la première phase Broglio fait l'acquisition d'une plateforme de forage pétrolier auprès de la compagnie italienne ENI. Celle-ci est adaptée pour servir de pas de tir. Elle est baptisée Santa Rita et installée à quelques kilomètres des côtes du Kenya. Un navire, le Pegasus, ancré à 300 mètres de la plateforme, embarque les instruments permettant le contrôle de l'engin spatial ainsi que les stations de télémétrie. Un deuxième navire sert de base logistique et accueille les techniciens. Cette première installation est validée par une campagne de tirs de fusées sondes Nike-Apache en mars et avril 1964. La deuxième phase qui se déroule dans la base de la NASA de Wallops Island a pour objectif de parachever la formation des techniciens et des scientifiques italiens. Ceux-ci assurent l'assemblage puis le lancement depuis cette base du satellite italien San Marco 1 par une fusée Scout le 15 décembre 1964. Il s'agit du premier satellite italien mis en orbite. La troisième phase a pour objectif de valider le fonctionnement de la base de lancement. Celle-ci est complétée avec une deuxième plateforme, baptisée San Marco, qui est équipée pour pouvoir assembler et lancer des fusées Scout tandis que la plateforme Santa Rita est modifiée pour le contrôle et le suivi des tirs et servir de lieu d'hébergement pour le personnel. En avril 1967 l'assemblage du lanceur et du satellite débute et finalement, le 26 avril 1967, une fusée Scout, tirée depuis la plateforme, place en orbite le satellite San Marco 2.  

### Les activités de lancement (1968-1988)
L'activité spatiale de la base de lancement près une période d'intense activité va être frappée de plein fouet par la crise économique qui frappe l'Italie au début des années 1970 mais également par le rôle croissant joué par la Navette spatiale américaine car Broglio comptait lancer depuis la nouvelle base des satellites scientifiques américains. Entre 1970 et 1975 la plateforme est utilisée pour lancer quatre satellites américains dont Uhuru (1970), le premier télescope spatial observant le rayonnement X, ainsi qu'un satellite anglais Ariel V. Enfin deux satellites italiens San Marco 3 et San Marco 4 sont lancés respectivement en 1971 et 1974. Trois séries de lancement de fusée-sonde Nike-Apache et Nike Tomahawk ont également lieu en 1971, 1972 et 1973.  À partir de 1975 la base entre en sommeil car pratiquement tout le budget consacré aux activités spatiales nationales est absorbé par SIRIO un satellite de télécommunications expérimental. En 1980 la base est réactivée partiellement pour une campagne de tir de fusées-sondes (Arcas, Astrobee et Black Brant) à l'occasion d'une éclipse solaire. Le Piano Spaziale Nazionale (PSN) voté en octobre 1979 permet la construction d'un cinquième satellite San Marco 5 qui est lancé le 25 mars 1988. Ce tir clôture le programme San Marco et est le dernier lancement effectué depuis la plateforme San Marco.

## Synthèse des lancements
| Date             | Lanceur   | Satellite     | Identifiant Cospar | Base de lancement     | Caractéristiques                                                    | Expériences embarquées | Remarque         |
| ---------------- | --------- | ------------- | ------------------ | --------------------- | ------------------------------------------------------------------- | --- | ---------------- |
| 15 décembre 1964 | Scout X4  | San Marco 1   | 1964-084A          | Wallops Island        | 115 kg Énergie fournie par des batteries Pas de contrôle d'attitude | Composition et température des ions in situ caractéristiques ionosphère                                                     | Succès           |
| 26 avril 1967    | Scout B   | San Marco 2   | 1967-038A          | Plate-forme San Marco | 129 kg Énergie fournie par des batteries Pas de contrôle d'attitude | Composition et température des ions in situ caractéristiques ionosphère                                                     | Succès           |
| 24 avril 1971    | Scout B   | San Marco 3   | 1971-036A          | Plate-forme San Marco | 163 kg                                                              | Densité de la haute atmosphère Composition de l'atmosphère neutre Densité et température de l'azote                         | Succès           |
| 18 février 1974  | Scout G-1 | San Marco 4   | 1974-009A          | Plate-forme San Marco | 164 kg                                                              | Densité de la haute atmosphère Composition de l'atmosphère neutre Température de l'atmosphère neutre                        | Succès           |
| juillet 1983     | Scout G-1 | San Marco D/M | -                  | Plate-forme San Marco | 65 kg                                                               | | Lancement annulé |
| 25 mars 1988     | Scout G-1 | San Marco 5   | 1988-026A          | Plate-forme San Marco | 273 kg                                                              | Densité de l'atmosphère neutre Mesure de la température et du vent Vitesse des ions Spectromètre Mesure du champ électrique | Succès           |

## Galerie

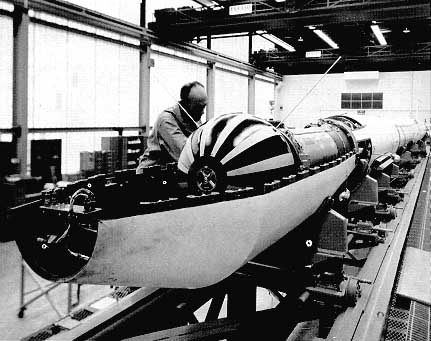
San Marco 1 en cours d'intégration avec son lanceur
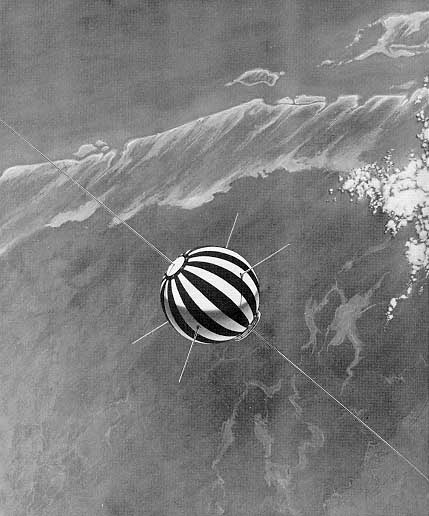
San Marco 2 (vue d'artiste)
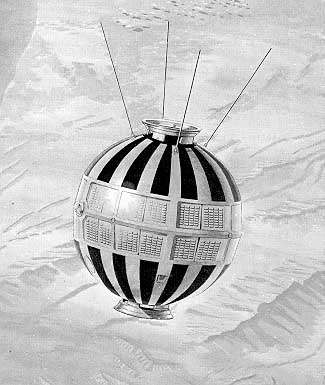
San Marco 3 (vue d'artiste)
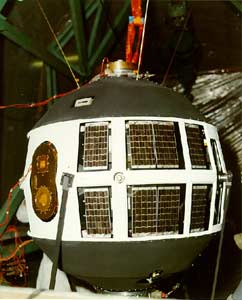
San Marco 5
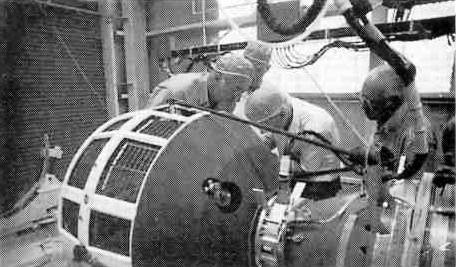
San Marco 5

## Voir  aussi